# Austrarchaea griswoldi
Espèce
Austrarchaea griswoldi est une espèce d'araignées aranéomorphes de la famille des Archaeidae.

## Distribution
Cette espèce est endémique du Queensland en Australie. Elle se rencontre dans le parc national d'Eungella.

## Description

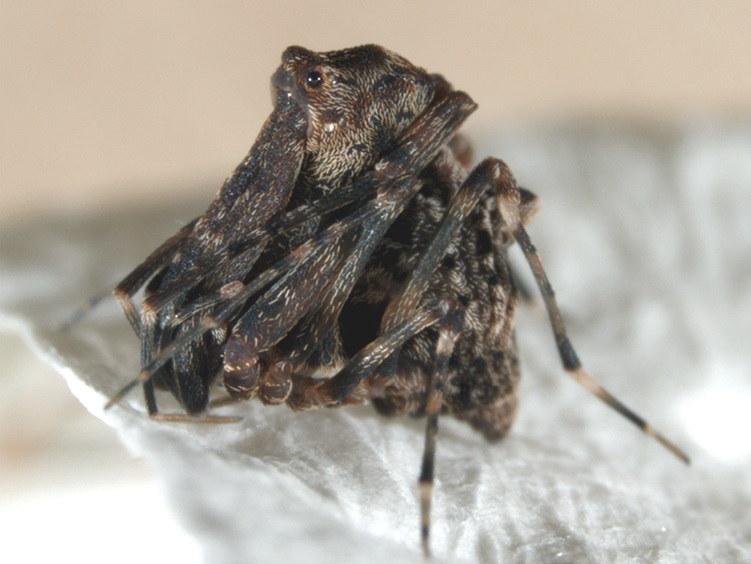
Austrarchaea griswoldi

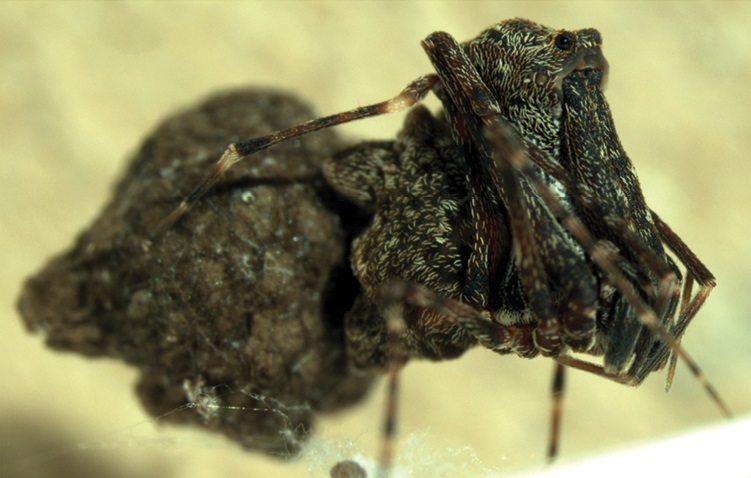
Austrarchaea griswoldi

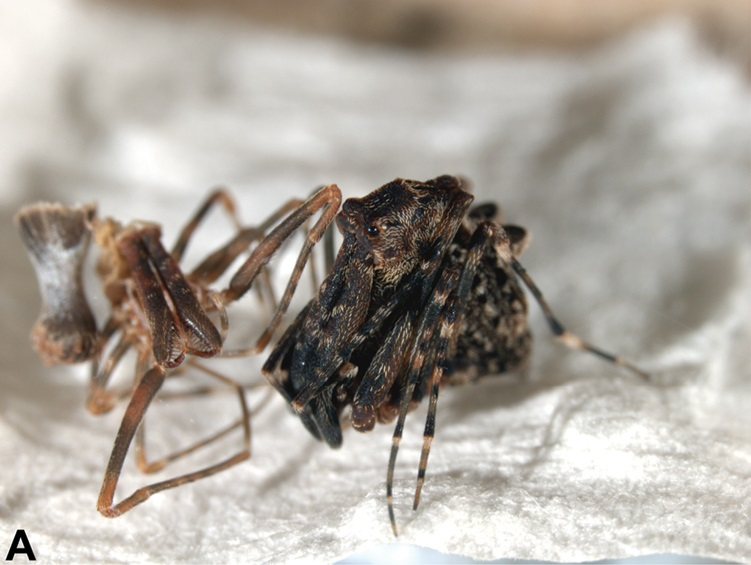
Austrarchaea griswoldi

Le mâle holotype mesure 3,08 mm et la femelle paratype 3,68 mm.

## Étymologie
Cette espèce est nommée en l'honneur de Charles Edward Griswold.

## Publication originale
- Rix & Harvey, 2012 : Australian Assassins, Part III: A review of the Assassin Spiders (Araneae, Archaeidae) of tropical north-eastern Queensland. ZooKeys, no 218, p. 1-55 (texte intégral).